# Abraham Bloteling
Abraham Bloteling ou Abraham Blooteling (Amsterdam, 1634–1690) est un graveur néerlandais. Pionnier de la manière noire, il aurait inventé le berceau comme outil pour la préparation des plaques à graver.

## Biographie
Abraham Bloteling est né à Amsterdam en novembre 1634 (il a été baptisé le 2 décembre 1634),. Ses parents, Abraham Bloteling van Delft et Geertruyt Jacobs van Oosterwijck, sont originaires de Voorburg.
Il est l'élève de Cornelis van Dalen I (1602-1665), et probablement également de Claes Jansz Visscher, dont le style d'eaux-fortes est très proche. À la suite des incursions françaises aux Provinces-Unies en 1672, il part en Angleterre avec Gerard Valck à l'instigation de David Loggan (en),, où il rencontre un certain succès, mais n'y reste que deux ou trois ans.
Bloteling a produit de nombreuses eaux-fortes, des gravures d'illustration, mais aussi en manière noire — une technique qu'il a commencé à exploiter en 1671. Il a parfois été crédité de l'invention du berceau comme outil pour la préparation des plaques à graver en manière noire, et de l'intégration de cette technique en Angleterre,.

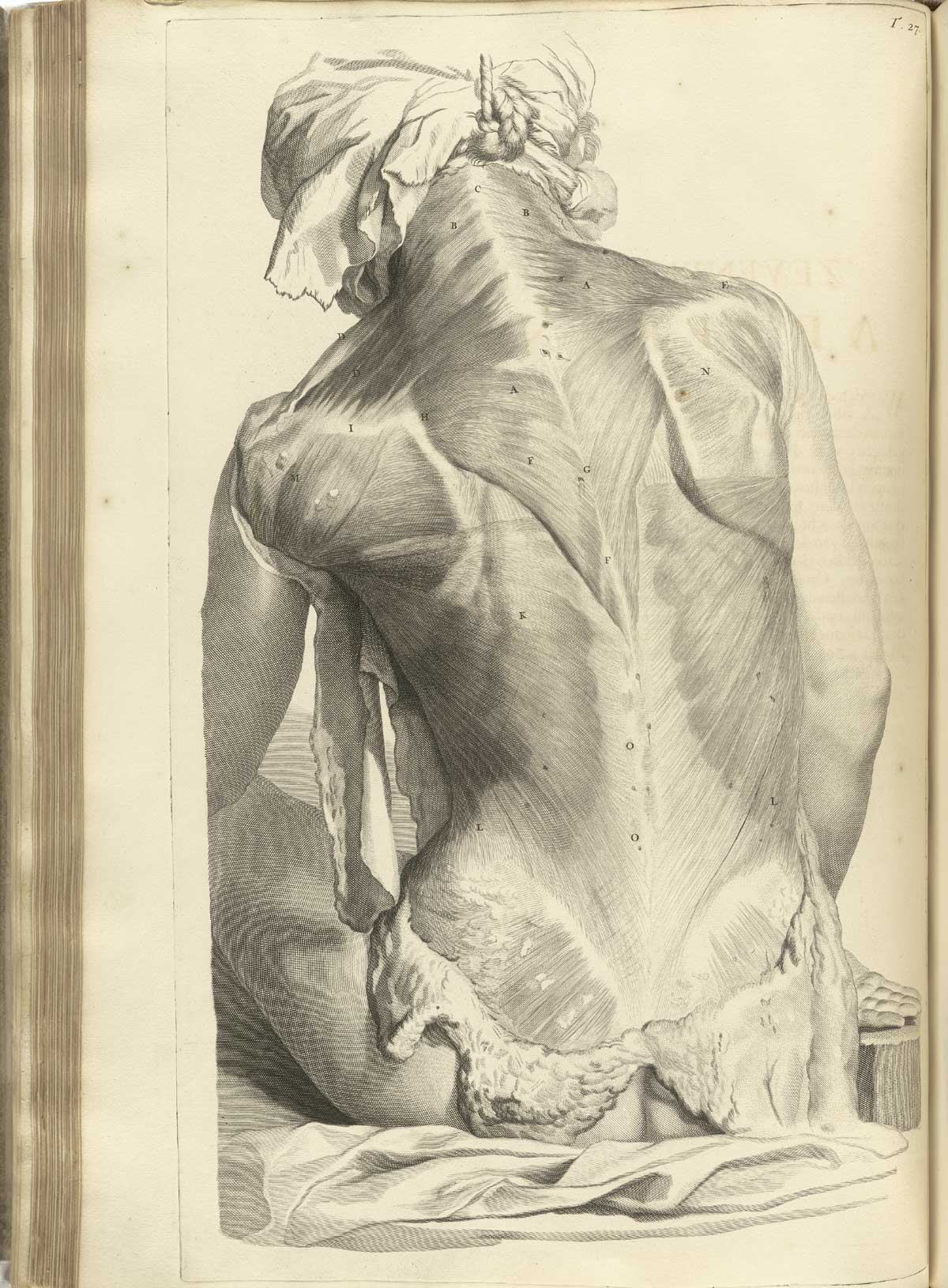
Illustration de l'ouvrage de Govard Bidloo par Bloteling d'après Lairesse.

En 1685, il publie la collection de gemmes de Leonardo Agostini, qu'il a gravée. La même année, Govard Bidloo (1649-1713) publie son Anatomia Humani Corporis à Amsterdam, qui comprend 105 planches de belle facture dessinées par Gérard de Lairesse (1640-1711) et gravées par Abraham Bloteling. Il signe parfois ses plaques de son nom complet et parfois d'un monogramme composé des lettres « A » et « B ». Bloteling est resté célibataire toute sa vie et vivait avec Cornelis van Dalen, qui en a fait son héritier universel,, et il a noué une forte amitié avec Gérard de Lairesse, qui vivait également au bord du Prinsengracht,.
Il a eu comme élèves Johannes Willemsz. van Munnickhuysen, Gerard Valck — qui a épousé la sœur de Bloteling— et Abraham Meindertsz. van der Wenne.
Abraham Bloteling est mort en janvier 1690, et enterré à la chapelle Nieuwezijds (nl) d'Amsterdam le 20 du mois,.

## Œuvre

### Eaux-fortes

#### Portraits
- Thomas Sydenham, Bishop of Worcester (représentant Thomas Sydenham, évêque de Worcester), d'après Mary Beale ;
- John Wilkins, Bishop of Chester (représentant John Wilkins, évêque de Chester), d'après Mary Beale ;
- Anthony, Earl of Shaftesbury (représentant Anthony Ashley-Cooper, 1er comte de Shaftesbury), d'après John Greenhill (en) ;
- Edward, Earl of Sandwich (représentant Édouard Montagu, 1er comte de Sandwich), d'après Peter Lely ;
- Edward, Earl of Montagu, d'après Peter Lely ;
- James, Duke of Monmouth (représentant James Scott, 1er duc de Monmouth), d'après Peter Lely ;
- Cornelis Tromp, Admiral of Holland (représentant Cornelis Tromp, amiral néerlandais), d'après Peter Lely ;
- Prince Rupert (représentant Rupert du Rhin, noble, militaire et artiste allemand), d'après Peter Lely (1673) ;
- Aert van Nes, Amiral de Hollande (représentant Aert Jansse van Nes, amiral néerlandais), d'après Ludolf Leendertsz. de Jongh ;
- Constantijn Huygen (représentant Constantin Huygens, poète néerlandais), d'après Caspar Netscher ;
- John Henry Thim, d'après Andreas Stech ;
- Portrait de l'amiral Evertsen (représentant Johan Evertsen), d'après Hendrick Berckman ;
- Hieronymus van Beverningh (représentant Hieronymus van Beverningh (en), diplomate et mécène néerlandais), d'après Wallerant Vaillant ;
- Willem van Haren, d'après Wallerant Vaillant (1680) ;
- Egbert Meesz Kortenaer (représentant Egbert Bartholomeuszoon Kortenaer, amiral néerlandais), d'après Bartholomeus van der Helst ;
- Le Marquis de Mirabelle, d'après Antoine van Dyck ;
- Ferdinand von Fürstenberg, évêque de Paderborn (représentant Ferdinand von Fürstenberg, 1669) ;
- Michiel de Ruyter, amiral (représentant Michiel de Ruyter, amiral néerlandais) ;
- Sir Thomas More, Lord High Chancellor (représentant Thomas More) ;
- Edward Stillingfleet, Canon of St. Paul's (représentant Edward Stillingfleet, théologien britannique) ;
- Henry, Duke of Norfolk (représentant Henry Howard, 6e duc de Norfolk (1678) ;
- Jane, Duchess of Norfolk (1681) ;
- Augustus Stellingwerf, Admiral of Friesland (représentant Auke Stellingwerf (en), amiral néerlandais) ;
- Cornelis de Wit, Vice Admiral of Holland (représentant Cornelis de Witt, amiral néerlandais) ;
- Tierck Hides de Fries, Admiral of Friesland (représentant Tjerk Hiddes de Vries, amiral néerlandais) ;
- Cornelis Speelman, Vice Admiral (représentant Cornelis Speelman (en), militaire et politique néerlandais).

#### Sujets divers

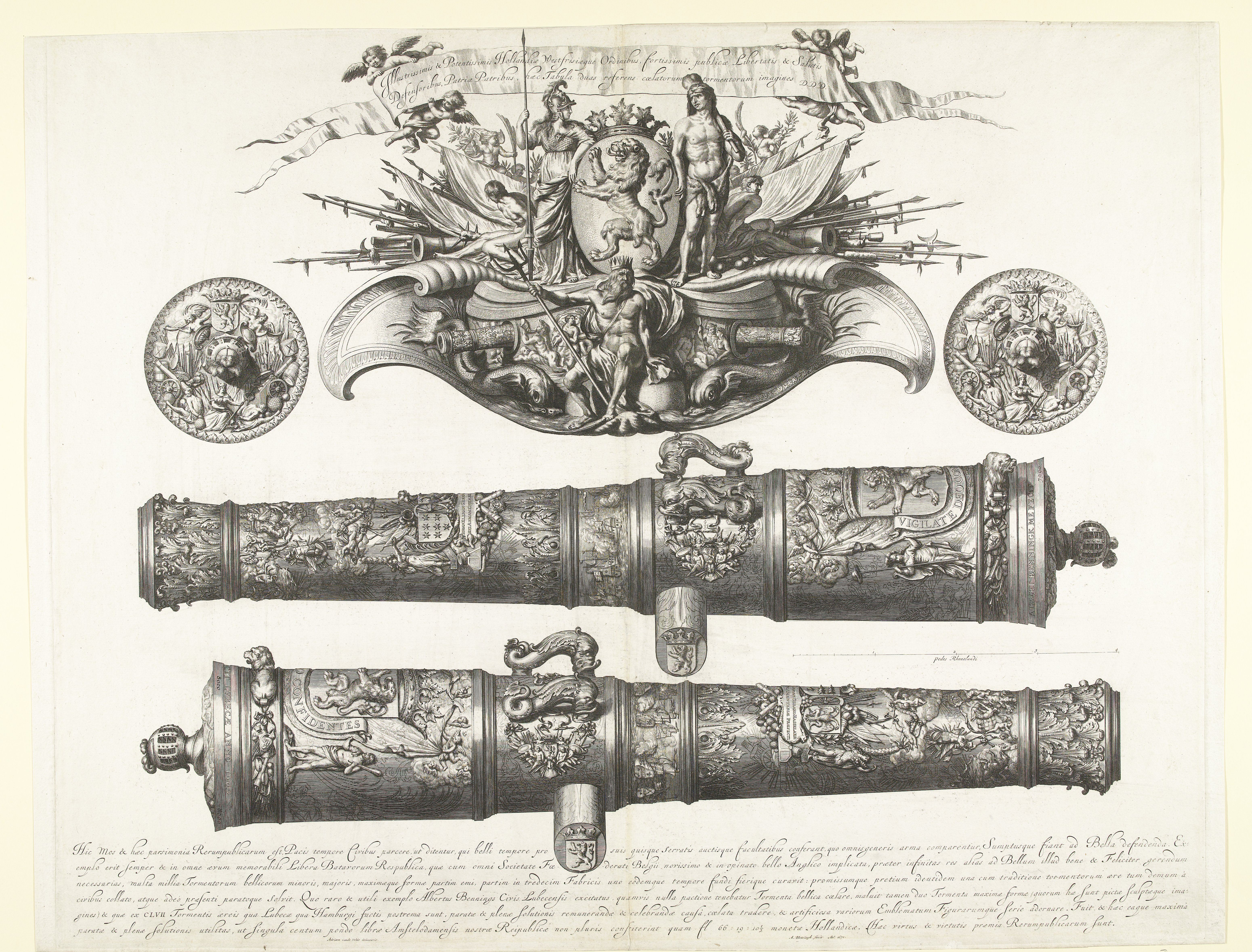
Deux canons de 48 livres à Lübeck par pour les Provinces-Unies, en 1669. Gravure de Bloteling d'après un dessin d'Adriaen van de Velde (1671).

- Douze Vues de jardins (avec l'inscription Alcune Vedute, etc) ;
- Dix-huit plaques circulaires de sujets d'histoire sacrée, avec des fleurs ;
- Un paysage, avec Diane qui prend son bain (d'après une peinture de Jan van Neck) ;
- Un paysage, avec Alpheus et Arethusa (idem) ;
- Six Vues des Environs d'Amsterdam (d'après un dessin de Jacob van Ruisdael, 1670) ;
- Actaeon dévoré par ses chiens (d'après une peinture de Govert Flinck) ;
- Un berger jouant de sa flûte, avec une bergère (idem) ;
- L'Âge d'or (gravure de Nicolas Visscher d'après un dessin de Bloteling, d'après une peinture de Gerard de Lairesse) ;
- Le mariage de sainte Catherine (d'après Raphaël) ;
- Deux Têtes d'enfants (d'après Rubens) ;
- Étude d'une tête d'homme (idem) ;
- Quatre Études de lions (d'après Rubens, avec l'inscription Varice Leonum Icones, a P. P.) ;
- Deux Chasses d'ours et de cerf.

### Manières noires

#### Portraits

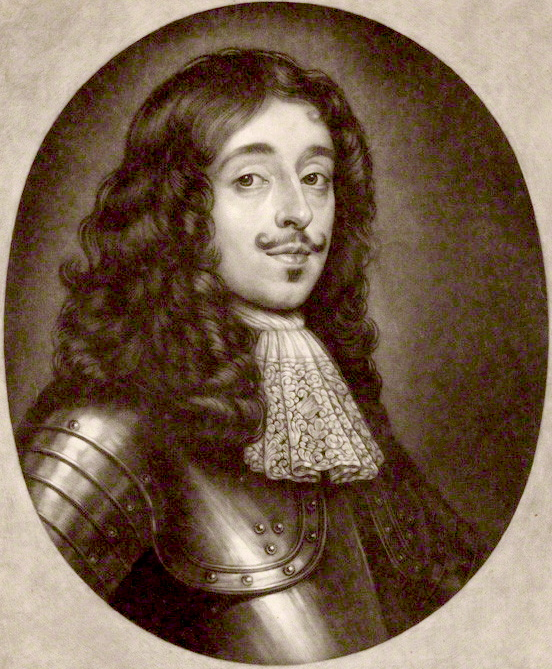
Charles Stanley, 8th Earl of Derby, manière noire.

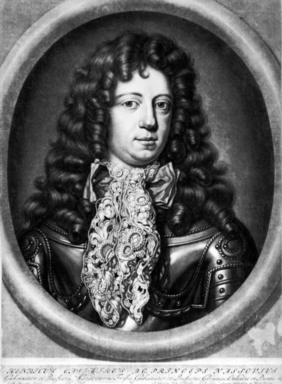
Henry Casimir, Prince of Nassau, manière noire (vers 1690).

- Justus Lipsius (représentant Juste Lipse, philosophe des Pays-Bas espagnols) ;
- Michelangelo Buonarroti (représentant l'artiste Michel-Ange) ;
- Frans Mieris, peint par lui-même (représentant Frans van Mieris l'Ancien) ;
- Jan de Wit, Grand-pensionnaire de Hollande (représentant Johan de Witt, grand-pensionnaire de Hollande), d'après Jan de Baen ;
- Cornelis de Wit (représentant Cornelis de Witt), d'après de Baen ;
- Staverinus, un vieux juif portant une médaille, d'après une peinture de Cornelis Bega ;
- Titus Oates (représentant le célèbre parjure Titus Oates), d'après une peinture de Thomas Hawker ;
- Desiderius Erasmus (représentant Érasme), d'après Hans Holbein le Jeune (1671) ;
- Henry Bennet, Earl of Arlington (représentant Henry Bennet), d'après Lely ;
- Charles, Earl of Derby (représentant Charles Stanley, 8e comte de Derby), d'après Lely ;
- Abraham Symmonds (un artiste), d'après Lely ;
- Queen Catharine (représentant la reine Catherine de Bragance), d'après Lely ;
- William Henry, Prince of Orange (représentant Guillaume III d'Orange-Nassau), d'après Lely (1678) ;
- Nell Gwyn (représentant l'actrice Nell Gwynne), d'après Lely ;
- Mary of Modena, Duchess of York (représentant Marie de Modène), d'après Lely ;
- Cornelis Tromp, Admiral of Holland, d'après Lely ;
- Michiel Adriensz de Ruijter, Admiral of Holland, d'après une peinture de Jan Lievens ;
- The Emperor Leopold I (représentant l'empereur romain germanique Léopold Ier), d'après une peinture de C. Morad ;
- Henry Casimir, Prince of Nassau (représentant Henri-Casimir II de Nassau-Dietz), d'après une peinture de Michiel van Musscher ;
- Portrait d'une dame vénitienne, d'après Titien ;
- Constantijn Huygens, d'après une peinture de Bernard Vaillant ;
- Jan de Oronefeld, d'après Bernard Vaillant.

#### Sujets divers
- Les Cinq Sens, d'après C. Bega ;
- Les Quatre Âges, idem ;
- Hercules détruisant le monstre, d'après Gerard de Lairesse ;
- Saint Pierre pénitent, d'après Paulus Moreelse ;
- Paysage avec des figures mythologiques, d'après Franciscus de Neve (en) ;
- La tentation de Saint Antoine, d'après Camillo Procaccini ;
- Homme tenant un verre, d'après Rostrate ;
- Buste d'homme ;
- Buste d'un jeune homme couronné de lauriers ;
- Buste de Hippolyte ;
- Deux têtes, avec perruques phrygienne et grecque ;
- Le Satyre et un paysan ;
- Vanitas (un enfant soufflant des bulles) ;
- Abondance (une figure assise) ;
- Tête d'une vierge couronnée de roses ;
- Petit buste de Jupiter ;
- Petit buste de Venus ;
- Buste d'un Garçon portant un chat ;
- Cupidon et Psyché ;
- Aveugle jouant de la flûte ;
- Andromède.